# جردن ایگلز
جردن ایگلز (انگلیسی: Jordan Eagers؛ زادهٔ ۳ ژانویهٔ ۱۹۸۹) بازیکن فوتبال اهل بریتانیا است.
از باشگاه‌هایی که در آن بازی کرده‌است می‌توان به باشگاه فوتبال شفیلد و باشگاه فوتبال شفیلد یونایتد اشاره کرد.